# Линнеон
Линнеон, или линнеевский вид — одна из единиц биологической систематики: совокупность родственных форм полиморфного биологического вида, то есть вид в широком смысле. Именно в таком смысле вид понимал великий шведский естествоиспытатель и медик Карл Линней (1707—1778), в честь которого термин и назван.
Термин «линнеон» был предложен в 1916 году нидерландскими ботаниками Хуго де Фризом (1848—1935) и Яном Паулусом Лотси (1867—1931).
Линнеону противопоставляется термин «жорданон».
Жорданоны — морфологически, физиологически и географически обособленные расы одного вида, между которыми нет чётких границ, но существуют многочисленные переходные формы. В понимании Фриза и Лотси, считавших вид наследственно постоянной систематической единицей, истинным видом является именно жорданон — «мелкий вид», «элементарный вид», «константная форма». Термин назван в честь французского флорографа и систематика Алексиса Жордана (1814—1897)
По представлениям Лотси, линнеон можно разложить на множество жорданонов.
Понятие линнеона развивал Николай Иванович Вавилов (1887—1943), подразумевая под этим термином обособленную систему, подчиняющуюся в своей внутривидовой наследственной изменчивости Закону гомологических рядов. С докладом «Линнеевский вид как система» Вавилов выступил на V Международном ботаническом конгрессе, проведённом в 1930 году в Кембридже.
Термины линнеон и жорданон сейчас употребляются редко.